# Войковці
Войковце (словац. Vojkovce) — село в окрузі Спішска Нова Вес Кошицького краю Словаччини. Площа села 7,51 км². Станом на 31 грудня 2015 року в селі проживало 428 жителів.

## Історія
Перші згадки про Войковце датуються 1300 роком.

## Населення
| Рік:            | 1994. | 2004.   | 2014.   | 2024.   |
| --------------- | ----- | ------- | ------- | ------- |
| Кількість осіб: | 446   | 445     | 425     | 407     |
| Різниця:        |       | -0,22 % | -4,49 % | -4,23 % |

| Рік:            | 2023. | 2024. |
| --------------- | ----- | ----- |
| Кількість осіб: | 407   | 407   |
| Різниця:        |       | +0 %  |